# William Henry Fitzhugh Lee
Pour les articles homonymes, voir Lee.
Ne doit pas être confondu avec Fitzhugh Lee.
William Henry Fitzhugh Lee, né le 31 mai 1837 à l'Arlington House et mort le 15 octobre 1891 à Alexandria, surnommé Rooney Lee, W.H.F. Lee ou encore The Horse, est un fermier, militaire et homme politique américain.

## Biographie

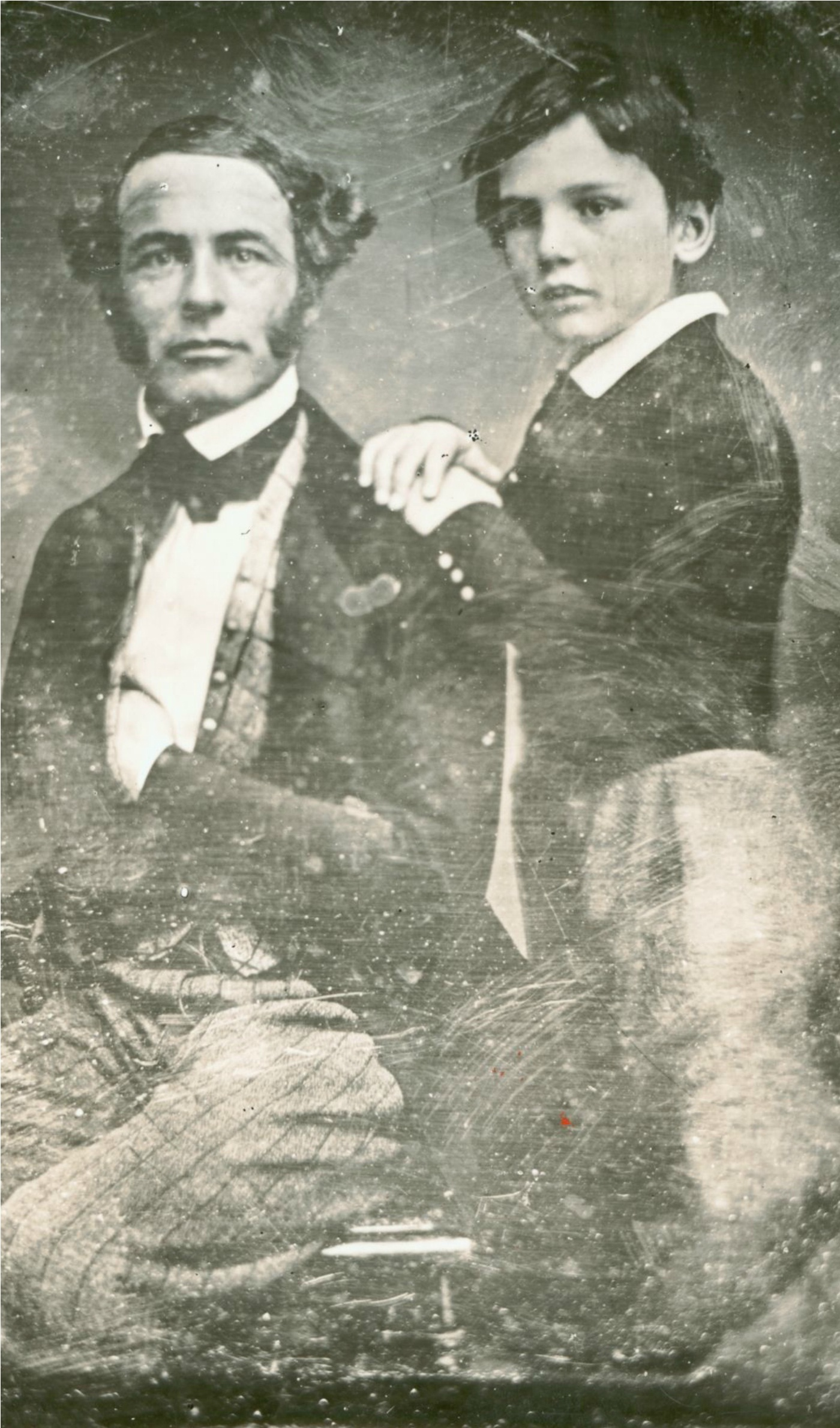
Rooney avec son père Robert E. Lee en 1845.

Deuxième fils de Robert E. Lee et de Mary Anna Custis Lee, il est diplômé de l'université Harvard. Il est le cousin de Fitzhugh Lee.
Il est sous-lieutenant dans l'armée des États-Unis (1857–1859) puis major-général dans l'armée des États confédérés (1861–1865) pendant la guerre de Sécession. Il est notamment responsable d'une unité de cavalerie. Il est aux côtés de son père lors de sa reddition.
Après guerre, il devient sénateur au Sénat de Virginie (1875-1879), avant d'être élu à la Chambre des représentants des États-Unis (1887-1891).